# Saga de Bárðar Snæfellsáss
La Saga de Bárðar Snæfellsáss (Saga de Bárð Campeón de Snæfell; (nórdico antiguo: Bárðar saga Snæfellsáss) es una de las sagas islandesas relativamente tardías.  Probablemente data del siglo XIV. La trama sucede en la península de Snæfellsnes, en Islandia. Su protagonista es Bárðr Dumbsson (o Bárður Snæfellsás), quien salva a Ingjaldur de Ingjaldshvoll cuando corre peligro en el mar. Bárðr es de ascendencia mixta de trols y humanos y vive en Snæfellsjökull y muchos le consideran a él y a sus dos hijos, Helga y Gestr respecto, como entes protectores de la zona. La saga está llena de incidentes sobrenaturales, contiene muchos versos notables y la historia de Helga Bárðardóttir tiene una calidad distintiva de melancolía. Es un relato donde se ensalza a Groenlandia como una tierra de oportunidades.
La saga se conserva en el manuscrito 551A, 4.º de Arnamagnæan Codex.